# برد گوزان
بردلی ادوین گوزان (انگلیسی: Brad Edwin Guzan؛ زاده ۹ سپتامبر ۱۹۸۴) بازیکن فوتبال اهل آمریکا است.
وی همچنین در تیم ملی فوتبال ایالات متحده آمریکا بازی کرده‌است.